# Löwendenkmal Bad Bentheim

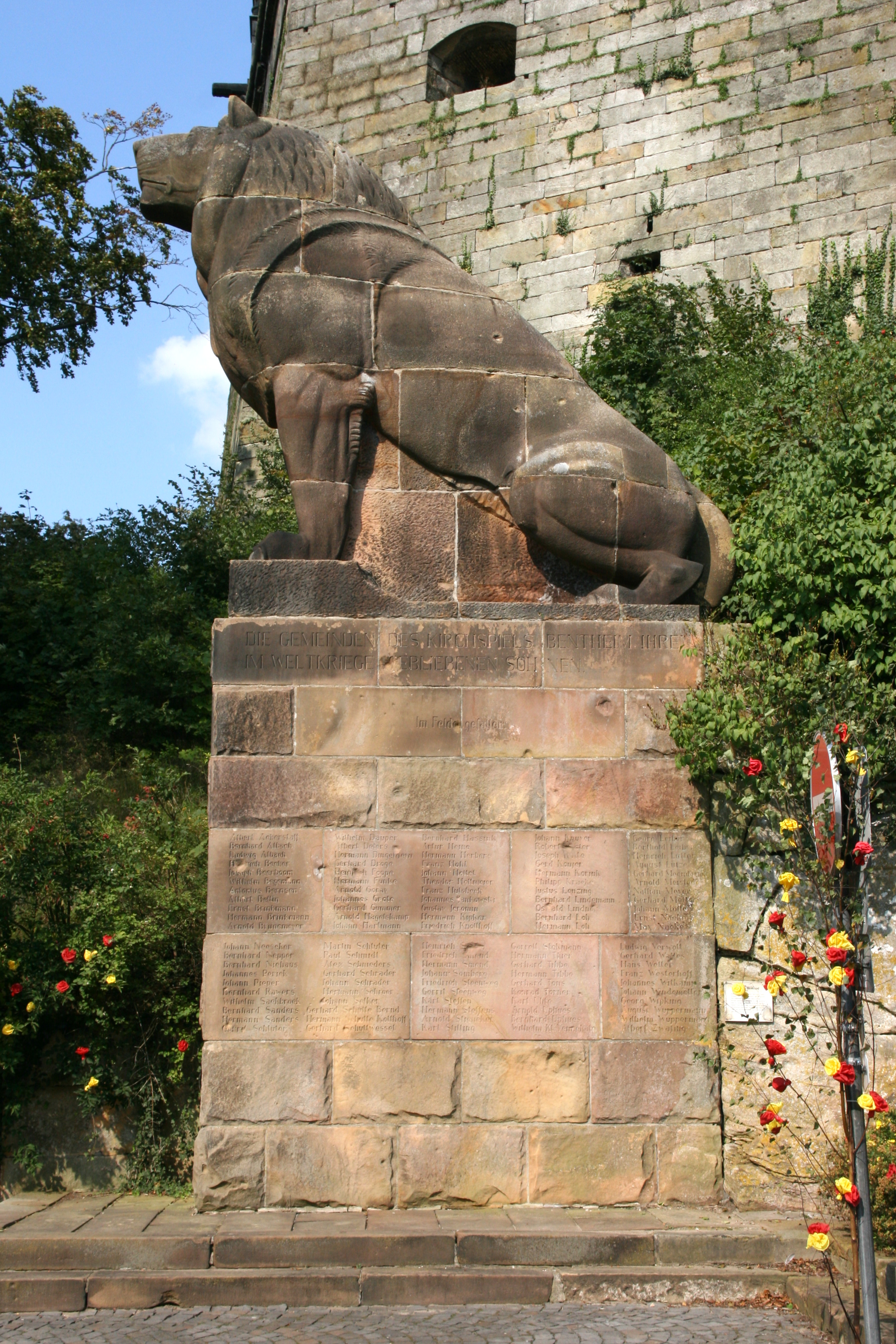
Löwendenkmal in Bad Bentheim

Das Löwendenkmal für die Gefallenen des Ersten Weltkrieges steht in Bad Bentheim in Niedersachsen. Es wurde 1928 in der Schloßstraße vor der Burg aufgestellt. Der Sockel, auf dem die Namen der Gefallenen stehen, ist gemauert. Auch der sitzende Löwe ist aus einem zuvor gemauertem Block gehauen. Das Material ist roter Sandstein. Außer den Namen der Gefallenen gibt es folgende Inschrift:
„Die Gemeinden des Kirchspiels Bentheim ihren im Weltkriege gebliebenen Söhnen.“ 